# Гольдбахер, Алоис
Алоис Гольдбахер (нем. Alois Goldbacher; 1837, Меран — 28 апреля 1924, Грац) — педагог, филолог, дважды избирался ректором университетов.

## Биография
Родился в 1837 году в городе Меран (Австрия).
Окончил гимназию в городке Меран (1849—1857), высшее образование получил в университете города Инсбрук (1857—1860). Продолжил изучать филологию в Венском университете (1861—1862).
С 1862 года — помощник учителя, с марта 1865 по 1869 год — учитель гимназии города Оломоуц.
В 1867 году получил степень доктора философии.
С 1869 по 1875 год — профессор во Второй государственной гимназии г. Грац (Австрия).
С 1871 года — приват-доцент классической филологии при университете в Граце.
Выполняя задания Венской академии наук в 1872 году, выехал в Италию, где занимался исследованием деятельности римского Папы римского Августина.
В 1875 году приглашен на преподавательскую работу в только что открытом университете имени Франца Иосифа в Черновцах. В 1876—1877 годах — декан филологического факультета этого университета.
В 1877 году совершил поездки в Кёльн, Париж и посетил северную Францию в связи с изданием собранной им переписки папы Августина.
В 1881—1882 годах — ректор черновицкого университета имени Франца Иосифа.
В 1882 году приглашен в Грацский университет. В 1883 году продолжил исследовательскую работу, пополнил сборник материалов о жизни и деятельности Папы Августина — по этому поводу посетил Лондон, Оксфорд (1883) и Грецию (1888).
В 1891—1892 годах — ректор Грацского университета.

## Публикации
Большинство трудов Алоиса Гольдбахера написано на латыни. Наиболее известные:
- Переписка Папы Августина (1877)
- Латинская грамматика для школ (1883—1900)